# K.K. Partizan 2005-2006
Questa pagina raccoglie le informazioni riguardanti il Košarkaški klub Partizan nelle competizioni ufficiali della stagione 2005-2006.

## Roster
| N° | Naz.                           | Ruolo | Sportivo             |  | Alt. |  |
| -- | ------------------------------ | ----- | -------------------- |  | ---- |  |
|    | Serbia e Montenegro (bandiera) | G     | Uroš Tripković       |  | 197  |  |
|    | Serbia e Montenegro (bandiera) | A     | Luka Bogdanović      |  | 204  |  |
|    | Serbia e Montenegro (bandiera) | C     | Kosta Perović        |  | 218  |  |
|    | Serbia e Montenegro (bandiera) | A     | Predrag Šuput        |  | 204  |  |
|    | Serbia e Montenegro (bandiera) | G     | Nenad Stefanović     |  | 193  |  |
|    | Serbia e Montenegro (bandiera) | C     | Dejan Borovnjak      |  | 209  |  |
|    | Serbia e Montenegro (bandiera) | P     | Boris Bakić          |  | 193  |  |
|    | Serbia e Montenegro (bandiera) | AG    | Novica Veličković    |  | 204  |  |
|    | Serbia e Montenegro (bandiera) | AC    | Dejan Milojević      |  | 201  |  |
|    | Serbia e Montenegro (bandiera) | C     | Nikola Peković       |  | 211  |  |
|    | Serbia e Montenegro (bandiera) | G     | Aleksandar Smiljanić |  | 197  |  |
|    | Serbia e Montenegro (bandiera) | G     | Petar Božić          |  | 197  |  |
|    | Stati Uniti (bandiera)         | P     | Vonteego Cummings    |  | 191  |  |
|    | Serbia e Montenegro (bandiera) | AP    | Nikola Lončar        |  | 198  |  |
|    | Stati Uniti (bandiera)         | G     | Gerald Brown         |  | 193  |  |
|    | Stati Uniti (bandiera)         |       | Damon Edwards        |  |      |  |
|    | Serbia e Montenegro (bandiera) | All.  | Duško Vujošević      |  |      |  |